# Dreamland線
Dreamland線（日语： dorīmurando sen）是日本的一條鐵道線，連接日本神奈川縣鎌倉市（現橫濱市榮區）的大船站和橫濱市戶塚區的Dreamland站。線路在運營時被稱為Dreamland單軌列車（日语： dorīmurando monorēru），列車由東芝設計。該線路於1966年作為單軌列車開通，以方便觀光客進入橫濱Dreamland，但在運營一年四個月後的1967年暫停服務，並於2003年正式廢止。暫停服務後，線路曾考慮作為磁懸浮鐵路重新啟動，但由於資金原因取消計畫。

## 歷史

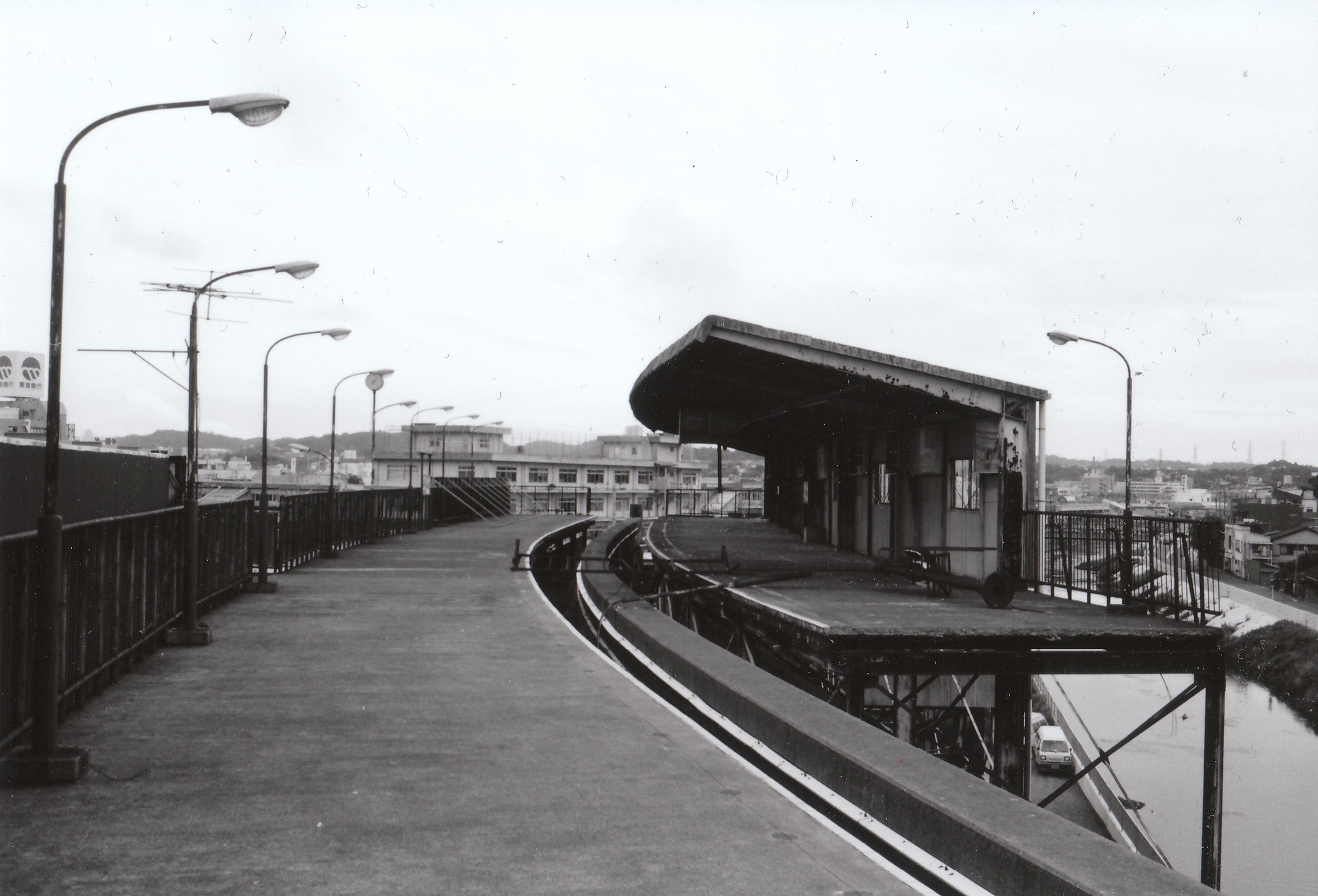
大船站

橫濱Dreamland於1964年8月開放。其是日本第一個大規模的現代遊樂園，開園後吸引許多觀光客。由於其位置遠離最近的火車站，觀光客出行不便，所以Dreamland開發制定了用單軌列車連接大船站的計劃。兩年後的1966年5月，橫濱Dreamland單軌列車向公眾開放，從大船站到Dreamland只需要8分鐘。 儘管當時票價很高，需要170日圓，但該線路很受歡迎。隨著該地區人口的大幅增長，Dreamland計劃在線路增加一個中間站，並將該線路延伸到小田急江之島線的六会日大前站。
但是，在路線建設時，開發商徵地受阻，迫使單軌列車的路線被改變，最終的路線最大坡度高達100‰。為了保證運行性能，電機很快被換成了更高功率的電機。聯軸器和其他部件的設計被改變，使其更加堅固。但是，橋樑與軌道的強度卻沒有相應增加。在投入運營後，軌道出現了裂縫。經過檢測，軌道的強度根本不足以安全地承受這些額外的壓力。於是在1967年9月，線路在運行了一年零四個月後停運。

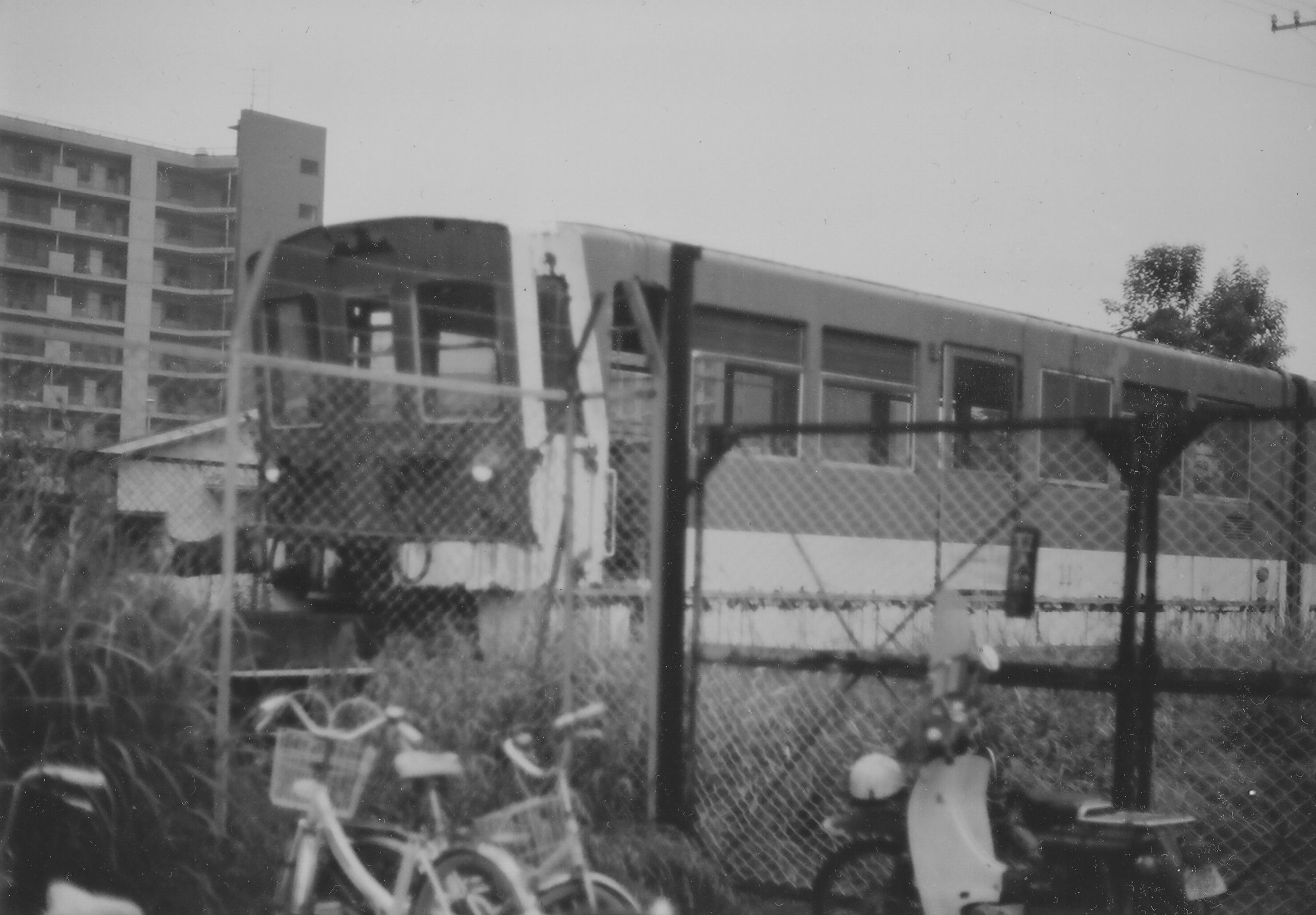
棄置的列車，1984年攝

隨後，運營商Dream開發和施工方東芝開始爭論誰該為這次事故負責。爭論持續了14年，直到1981年，雙方才達成和解。然而，和解之後，Dream開發並沒有維修軌道以及準備運營工作。最終，列車於1987年拆解，輸電線路於1991年拆除，大船站的站房於1992年拆除。
在1988年，橫濱Dreamland被日本零售集團大榮公司收購。大榮決定將該線路重建為HSST磁懸浮列車線路。大榮公司自1995年開始規劃，按照計畫，該線路將於1999年建成並投入運行。不過當地居民擔心電磁輻射，抗議此計畫。又因為改建成本過高，最終計畫在2001年被取消。大榮公司曾提議，用傳統的小型單軌鐵路代替磁懸浮鐵路。橫濱Dreamland於2002年2月17日關閉。同年8月21日，由於沒有得到橫濱市的財政支持，大榮公司宣布放棄這條線的重建計畫。